# Ourajoux
Der Ourajoux (auch: Lourajou) ist ein Fluss in Frankreich, der im Département Lot in der Region Okzitanien verläuft. Er entspringt unter dem Namen Ruisseau de Dégagnazès bei gleichnamigen Weiler im Gemeindegebiet von Peyrilles, entwässert zunächst Richtung Südwest und versickert bei der Grotte de Graffiol, südlich von Thédirac, im karstigen Untergrund. Nach einem unterirdischen Verlauf von rund 1,5 Kilometern entspringt er unter dem Namen Ruisseau de Malemort wieder aus einer Karstquelle und dreht auf Richtung Nordwest bis Nord. Erst im Unterlauf nimmt er seinen endgültigen Namen an, dreht auf Nordost und mündet nach insgesamt rund 23 Kilometern im nordöstlichen Gemeindegebiet von Salviac als linker Nebenfluss in den Céou.

## Orte am Fluss
(Reihenfolge in Fließrichtung)
- Dégagnazès, Gemeinde Peyrilles
- Thédirac
- Bourbou, Gemeinde Gindou
- Salviac
- Pont Carral, Gemeinde Salviac